# 利兰丁战争
利兰丁战争发生在古希腊时期，大约公元前710到前650年之间，指的是位于希腊东部的埃维厄岛的两个古希腊城邦卡尔基斯和埃雷特里亚之间的军事冲突，“利兰丁”是为当时的那场战争取的一个现代名称。相传，战争的原因是两个城邦为了争夺埃维厄岛的利兰丁平原。
这张战争的独特性在于，由于参与交战的双方城邦的经济重要性，冲突进一步大幅度蔓延，使得许多其他城邦加入了这张战争。就像历史学家修昔底德描述的那样，利兰丁战争是希腊历史上一次非常特殊的战争，其特殊性在于涉及到的是同盟城邦，而非一对一的斗争。

## 戰爭日期
古代文獻沒有直接为我们提供这场战争发生的具体日期。来源于修昔底德的间接证据指出战争应该是发生在大約公元前705年的某个时期，这使得这场战争变得介于历史和传说之间。那个时候同时发生的，还有勒夫坎地区正在被人遗弃，或许这就是战乱造成的结果。另外，埃维厄岛在意大利伊斯基亚的联合殖民地的起源故事暗示了在前8世纪中期，卡尔基斯和埃雷特里亚应该是联合的。而且，前6世纪的诗人特奥格尼斯可能有描述卡尔基斯和埃雷特里亚在前6世紀發生过一场冲突。尽管有少數历史学家指出这就是利兰丁战争的发生日期，然而它可能是特奥格尼斯指出的“第二次、较小的”利兰丁战争。罗宾·莱恩·福克斯这样评论：“我们肯定不是跟一个‘百年利兰丁战争’打交道。”